# De kwakzalver (stripverhaal)
De kwakzalver is het 258e stripverhaal van Jommeke. De reeks wordt getekend door Studio Jef Nys. Het album verscheen op 1 februari 2012.

## Personages
In dit verhaal spelen de volgende personages mee:
- Jommeke, Flip, Filiberke, Professor Gobelijn, Anatool, Marie, Theofiel, Kwak en Boemel.

## Verhaal
Kwak is op zoek naar een nieuwe zetel waarmee Jommeke, Flip en Filiberke hem helpen. Intussen speelt Boemel wat komedie als lastige zieke. Kwak is hierover niet te spreken. Boemel trekt er wat later alleen op uit en doet zich overdadig te goed aan de restjes van 'Restaurant zoals thuis'. De volgende ochtend is hij doodziek.
Kwak helpt zijn vriend dan maar door hem per kruiwagen richting Professor Gobelijn te voeren. Onderweg ontmoeten de landlopers Jommeke, Flip en Filiberke. Gelukkig komt ook Boer Snor voorbij en zo kan het gezelschap met traktor en wagen wat sneller naar de professor. Deze laatste blijkt echter nergens te bespeuren. Jommeke en Filiberke gaan dan maar op zoek en weten pilletjes tegen de buikpijn te vinden. Plots horen ze lawaai op de zolder van Gobelijn. Bij nader onderzoek blijkt het om een binnengeslopen kat te gaan. Kwak die ook op de zolder is aangekomen kijkt daar wat rond en vindt een boek met allerlei recepten om kwaaltjes te genezen. Hij neemt het mee en slaat wat later aan het experimenteren. Hij begint ook al te dromen van het ultieme zalfje te kunnen maken. Een resultaat laat niet lang op zich wachten. De zogenaamde wonderzalf helpt Boemel binnen de kortste keren van zijn buikpijn af. Kwak brengt Jommeke op de hoogte van zijn vondst. Teofiel en Marie dienen nog even als proefkonijn en wederom met succes. Er wordt dan maar besloten om een handeltje op te zetten. Heel Zonnedorp is, met de hulp van Marie, geïnteresseerd en de 'Kwakzalf' verkoopt als zoete broodjes. Kwak en Boemel verdienen goed geld. Even later krijgen de gebruikers van de zalf last van nevenverschijnselen. Ze komen in een soort droomwereld terecht. Jommeke en Filiberke starten een onderzoek naar de herkomst van de wonderzalf. Ze vinden al snel het receptenboek. In het boek staat een adres. Samen met de apotheker, die het handeltje van Kwak niet kan waarderen, vertrekken ze naar Normandië. Daar aangekomen blijkt dat de schrijver van het boek een collega is van professor Gobelijn. Gobelijn is trouwens bij hem op bezoek. De twee professoren worden op de hoogte gebracht van de problemen met de zalf. Ze starten meteen met zoeken naar een remedie. De oplossing is er vlug maar er ontbreek één ingrediënt, idlijk de staart van de rode reuzengekko uit Vuurland. Het hele gezelschap vertrekt naar de streek in Patagonië. Eens daar start de zoektocht naar de reuzengekko. Flip slaagt erin om de staart van een reuzengekko wat in te korten. De meegereisde apother begint zich plots heel anders te gedragen. Hij ziet mogelijkheden om er zelf het nodige voordeel uit te halen. Gelukkig kan de man snel buitenspel gezet worden.
Eens iedereen terug in Zonnedorp zorgt Gobelijn dat er een medicijn beschikbaar komt om de gevolgen van de Kwakzalf ongedaan te maken. Eens alle rust is wedergekeerd heeft Boemel nog een verrassing. Een mooi ingericht hol is de perfecte afsluiter waar Kwak wel even van staat te kijken.